# Скиппи (телесериал)
«Ски́ппи» (англ. Skippy the Bush Kangaroo) — австралийский семейный приключенческий телесериал, снятый в 1966 — 1970 годах режиссёрами Максом Варнелем и Питером Максвеллом.
Телесериал рассказывает главным образом о Скиппи (от англ. skip — прыгать, скакать) — австралийской кенгуру, попадающей в различные приключения вместе со своим маленьким другом — сыном главного рейнджера Национального парка Варата Сонни Хэммондом.
По советскому телевидению избранные серии фильма дважды были показаны в 1979 году.

## Сюжет

### Упавший с неба
Как-то Сонни вдруг услышал на земле мощный взрыв. Оказалось, что это упал на землю и взорвался военный самолёт, но, к счастью, пилот успел катапультироваться. Когда об этом узнали люди, они срочно стали искать пилота, катапультировавшегося со своего самолёта.

### Дорога домой
Доктор Старк очень «любит» диких животных. Однажды он узнаёт от своих агентов-осведомителей, что в Национальном парке Варата живёт кенгуру Скиппи, к тому же ещё и приручённая. Старк приезжает к отцу Сонни — главному рейнджеру Мэтту Хаммонду; приехав, он предлагает отцу продать за одну тысячу долларов это необычное животное для своего собственного зверинца. Отец Санни грубо отказывает Старку продать животное даже за любую сумму. После этого несогласия доктор не желает сдаваться. Его люди крадут кенгуру, предварительно заманив в ловушку. Но их эта кража не увенчалась успехом: Скиппи каким-то образом удаётся бежать. Кенгуру находит дорогу домой и возвращается к Хаммондам.

### Клетка для коал
В Национальный парк Варата из мюнхенского университета приезжает доктор-зоолог Анна Штайнер. Она приехала для того, чтобы вести круглосуточное наблюдение за животными Австралии; особое внимание Штайнер уделила изучению кормления коал. Отец Санни, Мэтт Хаммонд, узнав об этом, становится возмущённым от тиранических методов работы Анны: дело в том, что она намеревается содержать коал в железных клетках. Хаммонд вносит некоторые поправки: он просит, чтобы Анна поместила животных в карантинный вольер. Анна Штайнер, упрямая и самонадеянная, в одиночку направляется в лес осуществлять ловлю коал с помощью обыкновенного ружья, стреляющего вместо пуль шприцами-дротиками со снотворным, но сама попадает в беду: зацепившись за ветку, нажимается курок, и ружьё выстреливает прямо в грудь доктора. Санни Хаммонд и его верная подруга и помощница Скиппи спешат Анне Штайнер на помощь. Начиная с этого момента, Анна становится доброй подругой всей команды главного рейнджера Мэтта Хаммонда.

### Браконьеры
Однажды в позднее ночное время Санни вдруг обнаружил, что в парке неожиданно появились браконьеры, охотящиеся за коалами с помощью электрических удочек и металлических сачков. Коалы были почти истреблены, и поэтому ими можно было любоваться только в заповедниках. За животных преступники получали хорошие деньги: в покупке редких коал проявляли главным образом свой интерес частные зоопарки. Но преступникам не удалось уйти вместе с коалами в клетках. Скиппи помогла Санни, старшему брату Марку, и их другу — пилоту вертолёта Джерри отогнать лодку и катер браконьеров далеко от места стоянки и освободить животных из железных клеток. Теперь можно было с уверенностью сказать, что Скиппи — настоящий рейнджер и защитница дикой природы, в частности животных.

### Золотой риф
Санни Хаммонд вместе со своей подругой Скиппи вдруг решает прогуляться к устью реки Флиндерс, а также к Тюленьей скале. Подойдя к ней, он вдруг замечает мёртвого тюленя. Санни решает, что пара молодых людей, вышедших из воды с подводными ружьями — браконьеры. Но молодые люди Алекс и Сандра осуществили свою поездку на риф не для того, чтобы охотиться на тюленей, а для поиска золотых месторождений. И использовали они свои подводные ружья только лишь для защиты от внезапного нападения акул. Санни Хаммонд помогает новым друзьям хорошенько припрятать образцы золота, найденные Алексом и Сандрой, в своей тайной пещере. Но молодые люди не подозревали, что за ними идет слежка. Внезапно преступники осуществляют нападения на молодых геологов, обворовывают их и связывают крепкими верёвками. Санни Хаммонд даёт приказание Скиппи — бежать домой и звать отца Санни для помощи.

### Достать живой или мёртвой!
Доктор Анна Штайнер однажды сделала очень опасное открытие: она обнаружила в национальном парке вирус. Если не приняться за поиски вакцины, то вирус всего за два дня может умертвить половину животных заповедника. В связи с этим в заповедник приезжает местный главный ветеринар мистер Каммингс. Подумав и проанализировав, он делает предположение, что этот вирус переносит какое-то животное, свободно ходящее по парку, к тому же и быстро бегающее. У него возникает подозрение, что это животное — кенгуру Скиппи. Санни ни за что в это не верит, поэтому боится, что у него отнимут его любимое животное навсегда. Но внезапно доктор Анна Штайнер находит истинных носителей смертельно опасного вируса.

### Ох уж эта Клэнси!
Друг и товарищ главного рейнджера Мэтта Хаммонда также назначен главным рейнджером в новый заповедник, расположенный где-то на севере. В музыкальной школе не всё хорошо; юная Клэнси не имеет возможности вместе с семьёй уехать на новое место жительства из-за своих музыкальных экзаменов, поэтому она вынуждена остаться в семье Мэтта Хаммонда. Но Санни и Марк решительно протестуют: они ни за что не хотят, чтобы в их доме находилась девчонка; это обуславливалось и тем, что они не могли и не были готовы каждый день кряду слушать её игру на фортепиано. Клэнси хочет всем понравиться: она занимается приготовлением завтрака, осуществляет заправку автомобиля бензином, но всё-таки поначалу от неё были одни неприятности.

### Можешь хранить секрет?
Национальному парку Варата грозят страшные пожары, которые могут уничтожить очень много в заповеднике. В связи с этим Джерри и Марк подготавливаются к «обходу» заповедника с помощью вертолёта. Санни также просится на борт вертолёта помогать друзьям, но Джерри и Марк ему категорически в этом отказывают. Расстроившись, Санни, маленький защитник дикой природы, взяв с собой Клэнси, своим ходом направляется на поиск опасных пожаров. Преступник, сбежавший из места своего заключения и скрывающийся в заповеднике, набрасывается на маленьких друзей. Преступник тащит детей в тайную пещеру — любимое укромное местечко Санни — и захватывает Клэнси в заложницы; он угрожает её убить, если Санни не принесёт ему одежды и еды. Кенгуру Скиппи помогает старшим найти и спасти детей от страшной беды, внезапно свалившейся им на голову.

### Гонки
Организаторам быстрых и опасных автогонок, к их большому удовольствию, разрешили провести соревнования в Национальном парке Варата; хотя это и противоречило правилам охраны дикой природы, главные рейнджеры не могли поставить запрет на эти такие опасные для диких животных спортивные автогонки. Совсем того не ожидая, двое из автогонщиков неожиданно попадают в автомобильную катастрофу с очень серьёзными последствиями. Но благодаря быстрой и своевременной помощи рейнджера Мэтта Хаммонда, его сына Санни и кенгуру Скиппи шофёры автомашин были спасены. Водители благодарят Мэтта Хаммонда за их спасение, и в знак благодарности организаторы автогонок решают гонять на авторалли в другом месте.

### Бродяга
Однажды какой-то слишком странный бродяга объявился у порога дома главного рейнджера Мэтта Хаммонда. Этим бродягой оказался мистер Трандл; он сказал, что он готов выполнить сразу же любую работу с одним условием: чтобы его обеспечили едой и одеждой. Трандл сразу же оставил очень хорошее впечатление в памяти Санни своими преинтереснейшими историями. Жизнь этого старичка была полна приключений, к тому же невероятных; он рассказывал очень многое: говорил, будто, его судно неожиданно столкнулось с айсбергом, что был он когда-то лётчиком-испытателем и арабским шейхом, что когда-то он устраивал охоту на тигра совсместно с махараджей Пушвой. Все не поверили рассказам мистера Трандла, кроме Санни. Неприятное ощущение началось в то время, когда старичок подарил Санни на прощание старинные часы, стоившие очень большую сумму.

### Опасный прилив
Однажды Санни и Клэнси направились к реке для того, чтобы запечатлеть на фотоплёнке редких в заповеднике «гостей»; ими были чёрные лебеди. Внезапно Клэнси испугалась простого дождевого паучка и случайно и неожиданно выпустила из своих рук штатив фотокамеры. Попытка вызволить из реки фотокамеру, сто́ящую очень много денег и, что самое неприятное, принадлежащую доктору Анне Штайнер, не увенчалась успехом; дело в том, что эта попытка неожиданно привела к тому, что нога Клэнси вдруг застряла между большими камнями. Скоро будет прилив, и всего через час девочку накроет с головой.

### Лирохвост
Санни Хаммонд имеет честь познакомиться со своим новым другом — Лизой, балериной; она приехала в парк для того, чтобы подвергнуть изучению повадки лирохвоста — удивительно красивой певчей птицы; Лиза приехала изучать эту птицу для того, чтобы заполучить одну из главных ролей в новейшей постановке под названием «Образы». Однажды Санни и Лиза неожиданно узнали, что в заповеднике вдруг исчез старый человек — Джон Бэнкс, ботаник; он отправился накануне этого дня в лес, чтобы сфотографировать дикие растения для своей авторской книги. Опять помогает Скиппи — самая быстрая «гончая» заповедника Варата.

### Воры
Санни Хаммонд хочет купить и подарить своему отцу на его день рождения хороший подарок. Для этого он устраивается работать за два доллара в день помощником к фермерам, занимающихся стрижкой овец, предварительно их крадя. Санни, конечно, сомневается, что у его работодателей чиста совесть, но всё-таки им удалось его убедить, что все действия, которые они выполняют, опираются на законные основания. Мэтт Хаммонд, естественно, очень волнуется; он не знает, где пропадает Санни. Но скоро в главный штаб рейнджеров поступает сообщение, что в Национальном заповеднике Варата прячутся воры, укравшие стадо овец и незаконно их стригущие. Мэтт Хаммонд вместе со старшим братом и пилотом Джерри выезжают на лошадях на место стоянки воров…

### Двойник
После кражи Скиппи доктор Старк не пожелал смириться. Он строит «заговор» против Мэтта Хаммонда: придумывает и разрабатывает большую операцию для того, чтобы главного рейнджера сместить с его должности. Старк придумывает очень хороший предлог: чек на десять тысяч долларов, который якобы он вручит заповеднику; под этим предлогом он приглашает важных людей в совместную поездку; среди них был и сенатор Уинтроп. Для осуществления своей коварной операции Старк загримировывает мистера Лодера, своего сообщника, для того, чтобы он был похож на Мэтта Хаммонда. Доктор устраивает автодорожное происшествие, но он не смог сместить Мэтта Хаммонда с его поста, и Старк был вынужден заплатить заповеднику обещанные деньги — десять тысяч долларов.

### Зов племени
Племя австралийских аборигенов, вооружённое различным оружием, в том числе копьями, нанесли визит Национальному парку Варата, для того, чтобы забрать к себе обратно девушку Муну; старейшина австралийского племени решил выдать её замуж за своего внука. Но Муна убежала из своего племени, потому что она обладала очень прекрасным голосом и мечтала в будущем стать певицей. В этом её убедила миссис Грей, доктор и антрополог из Сиднея; когда-то она открыла талант Муны и пообещала ей помочь. Главный рейнджер Мэтт Хаммонд бесстрашно защищает Муну, пришедшую в его дом, а также всеми силами, которые только у него есть, делает попытки внести поправки в законы и традиции австралийских аборигенов; эти законы и традиции не менялись тысячи лет.

### Важная гостья
Санни Хаммонд вместе со своей помощницей Скиппи делает уборку в своём доме. Делают они это потому, что скоро мать Клэнси нанесёт им визит с целью навестить свою дочь; она расспросит обо всём: как она живёт в доме мистера Мэтта Хаммонда, хорошо ли ей у него, занимается ли девочка музыкой, не забросила ли она игру на фортепиано и так далее. Но Клэнси дома нет; она отправилась ездить на лошади и неожиданно упала с неё. Под летним зноем, совсем без воды, Клэнси потеряла ориентиры и не смогла найти дорогу к дому. Мэтт Хаммонд, узнав об этом, организовывает поиск Клэнси, а Санни в это время делает так, чтобы мать Клэнси понятия не имела, что что-то случилось.

### Тара. Часть 1
Дух исследования направляет Санни вместе со Скиппи в неизвестную до сих пор пещеру; она была расписана всемозможными рисунками австралийских аборигенов; выход из этой пещеры имеет приводит в никому не доступную и необитаемую долину, носящей название Скрытой. Санни встречается в пещере и знакомится с пожилым аборигеном по имени Тара; его племя уже давно перешло совсем в другую часть Австралии. Старый абориген учит Санни, как запускать бумеранг и изготавливать каноэ — лодку аборигенов. Но однажды мальчик находит старого аборигена в почти бессознательном состоянии и лежащего на земле. Тара уверен — за ним пришёл «дух смерти»; но Санни не верит, что старик скоро умрёт. Он принимает решение очень быстро звать старших, чтобы они помогли бедному Таре.

### Тара. Часть 2
Австралийские аборигены до сих пор пользовались магией; например, они указывали костью на их жертву и тут же читали свои заклинания. Страх во время этой церемонии был очень велик; соплеменник, даже находившийся далеко от этого действия, сильно верил, что он проклят и что он может умереть в любое мгновение. Прогнать так называемый «дух смерти» и снять это позорное проклятие может только лишь песня главного шамана племени. Уж нечего говорить, что современная медицина в таких случаях была бессильна. Пожилой абориген Тара из племени Акара, но ведь оно перешло через тысячи километров от Скрытой долины. Профессор Джадд, которому Тара спас жизнь в детстве, заказывает целый самолёт, чтобы перевезти племя Акара в заповедник Варата; он надеется, что главному шаману удастся прогнать «злых духов» и сделать жизнь Тары долгой…

### Король сёрфинга
Джерри, пилот вертолёта главных рейнджеров в Национальном парке Варата, два года кряду выходил победителем фестиваля, посвящённого сёрфингу. На очереди ещё один такой же фестиваль; туда Джерри направился вместе с Марком, но всё-таки ему не повезло; он спасал утопающего, но при этом получил сильное ранение и теперь не мог выступать на фестивале с полными силами. В это время главный рейнджер Мэтт Хаммонд, а также Клэнси остались одни; они не знали, за что браться: то у них вышло из строя радио, то случился пожар в долине Эванс. Лишь Санни Хаммонд вместе с кенгуру Скиппи очень чудесно провели своё время, когда были в гостя́х у тёти Гвен.

### Беглец
Однажды в Национальном заповеднике Варата случилось необычайно чрезвычайное происшествие — сбежал очень трудный подросток из Бругтонской исправительной школы. Бежавший, по имени Том, успел совершить мелкое преступление: в спортивном магазине он украл винтовку. Он начал свою охоту на Скиппи и чуть было не убил бедную кенгуру. В то время, когда подросток упал с обрыва в бездну, дружной и бесстрашной команде рейнджера Мэтта Хаммонда пришлось оказать очень большую помощь, чтобы вызволить из беды «юного браконьера»…

### Главный босс
В национальном заповеднике Варата нефтяные работники должны были пробу — начать первое бурение. Чтобы предотвратить катастрофу, которая так опасна для экологии заповедника, у дружной команды главного рейнджера Мэтта Хаммонда есть всего-навсего три месяца. Санни Хаммонд вдруг выяснил, что главный начальник и босс этой нефтяной компании — его старый пожилой друг, богатый человек Майлз Винсент Арчер; этим человеком также был бродяга — тот самый мистер Трандл, когда-то подаривший Санни часы, стоящие больших денег. Санни вместе со своей подружкой Скиппи начинают поиски Трандла для того, чтобы он сделал отмену — прекратил нарушать экологию национального заповедника.

### SOS. Часть 1
Санни Хаммонд вместе со своим отцом отправляется, чтобы собрать скауты; Марк и Джерри же находятся в главном штабе рейнджеров. Джерри назначил свидание своей девушке, но не смог с ней иметь связь по телефону. Тогда Джерри решил нарушить дисциплину, установленную порядками, и полетел к девушке на свидание на вертолёте. Неожиданно с Джерри пропала связь. Вертолёт потерпел крушение. Марк вместе с кенгуру Скиппи отправляются для того, чтобы найти пропавшего Джерри.

### SOS. Часть 2
Детективы, приглашённые для расследования, выясняют, в связи с чем вертолёт потерпел крушение, не хотят верить версии Джерри Кинга. Оказалось, что Джерри «сбился от курса» не из-за того, чтобы встретиться со своей девушкой, а из-за того, что он неожиданно увидел дым в долине. Чтобы пилота не лишили лицензию, умная кенгуру Скиппи помогла людям найти то место, где был пожар; таким образом, у Джерри Кинга появилось вполне оправданное алиби.

### Встреча в Далмаре
Главный рейнджер Мэтт Хаммонд, его сын Санни и их подружка — кенгуру Скиппи — осуществляют поездку на машине для того, чтобы встретить важную персону — сэра Адриана Жиллеспи; он был главой управления национальных парков. Неожиданно они останавливаются, увидев человека, лежащего на дороге, и пытаются оказать ему помощь. Но этим человеком оказался преступник, к тому же и хорошо вооружённый; он приказал отвезти его на автомобиле в Далмар; это был город, который располагался в 130 километрах от Национального парка Варата.

### Последний шанс
По соответствующему разрешению главного рейнджера Национального парка Варата Мэтта Хаммонда, в заповеднике начал сниматься художественный фильм под названием «Суровое лето»; в главной роли — Байрон Крессвел. Для уже пожилого актёра, являющегося романтическим героем и кумиром миллионов зрителей прежних лет, фильм «Суровое лето» должен был стать последним шансом, чтобы актёр вернулся на экраны Австралии. Но «занудный» артист был уверен, что ни один уважающий себя актёр не станет сниматься в одной сцене с животными, а также детьми; он думал, что всё равно, рано или поздно, они просто-напросто переиграют человека. Но когда вместо собаки Черныш режиссёр фильма утвердил на главную роль кенгуру Скиппи, Байрон Крессвел и его умный друг делают всё, чтобы кенгуру Скиппи ни в коем случае не стала «кинозвездой».

### Нарушитель
Мистер Миллер давно хотел осуществить свою мечту: из Рокки, своего сына, он хотел сделать чемпиона мира по боксу. Но для этого он хочет изолировать своего сына от окружающего мира: любопытной прессы и нагловатых спортивных шпионов; для этого Миллер решил провести боксёрные тренировки в Национальном заповеднике Варата. Но без соответствующего разрешения серьёзных людей этого, конечно, было делать нельзя; кенгуру Скиппи первая нашла нарушителей порядка.

### Разбойники
Во то время, когда дежурил Джерри, на штаб главного рейнджера неожиданно напали воры; из помещения они вынесли всё… Но Санни Хаммонд вместе со Скиппи увидели в долине «разбойников»; они несли на своих плечах огромные мешки, а также канистру бензина. Но Санни ошибся; это были молодые ребята из рок-н-ролльной группы, носящей название «Разбойники»; они пришли в пещеру для того, чтобы устроить здесь репетицию; они пришли сюда, чтобы уважить их соседей: они постоянно жаловались на громкий шум. Рок-н-ролльные музыканты помогли главным рейнджерам и вообще защитникам дикой природы разыскать, поймать и обезвредить настоящих воров…

### Десять посетителей
У Санни Хаммонда и кенгуру Скиппи появилось спецзадание: в заповедник Варата приехали 10 маленьких мальчиков, а также девочек из всевозможных стран земного шара; эти дети были членами Международной детской федерации. Они путешествовали по австралийскому материку и имели желание поподробнее ознакомиться с растениями и животными этой страны, представляющей необычайный интерес. Но дикая природа очень опасная. Поэтому обязательно нужно быть внимательным, а также осторожным. Санни и Скиппи должны были стать путеводителями-экскурсоводами детей-посетителей заповедника.

### Тётя Эвелин
Педантичная и упрямая, тётя Эвелин не любит, как живут рейнджеры. Эвелин мечтает забрать к себе Санни Хаммонда из Национального заповедника Варата для того, чтобы отправить его для учёбы в Сидней, к тому же и в школу-интернат. Тётя Эвелин сильно убеждена, что мальчику с таким возрастом совершенно необходимо расширять кругозор; в мире есть гораздо более важные вещи, не только кенгуру и кукабарры, думала она. Но Санни, естественно, очень нравится жить здесь припеваючи и обучаться в радиошколе. Но всё равно Эвелин ничего не говорит даже то, что Санни буквально недавно неожиданно стал одним из лучших учеников этой радиошколы.

### Длинная ночь
Главный рейнджер Мэтт Хаммонд поздней ночью возвращается в свой дом после своей продолжительной командировки. Отцу Санни так и не удалось лечь в постель; неожиданно у него в доме зазвонил телефон; по проводу сообщили, что на брикстонской дороге автомобиль сбил какого-то человека, но шофёр автомашины почему-то так и не остановился. Двое свидетелей неоспоримо утверждают, что неизвестного человека сбил автомобиль рейнджеров. Просто тут, конечно не разобраться, и поэтому началось прямо-таки настоящее расследование.

### Виды на Мэтта
Как-то Санни Хаммонд случайно услышал разговора своего отца вместе с врачом. Главный рейнджер Мэтт Хаммонд — ещё молодой мужчина в полном расцвете сил, к тому же он полностью здоровый, и, конечно, ему ещё нет повода уходить на пенсию. Доктора обязательно рекомендуют ему найти свою будущую жену. Санни Хаммонд решил найти для отца невесту и разместил своё брачное объявление в местной газете. Последствия были невероятными и не заставили себя долго ждать.

## В ролях
- Эд Деверо — Мэтт Хаммонд, главный рейнджер Национального парка Варата
- Элке Найдхарт — Анна Штайнер, доктор-зоолог
- Кен Джеймс — Марк Хаммонд, старший брат
- Гарри Пэнкхёрст — Санни Хаммонд, младший брат
- Тони Боннер — Джерри Кинг, друг Хаммондов, пилот
- Лиза Годдард — Клэнси
- Джон Уорик — сэр Адриан Гиллеспи, глава управления национальных заповедников
- Дерик Барнс — Мортон, доктор
- Том Фарли — Джефферсон, судья
- Фрэнк Тринг — Старк, доктор
- Рег Эванс — Фред
- Уолтер Салливан — Джефферсон, детектив
- Джерри Дагган — мистер Трандл
- Уилли Феннел — Джо Хоган
- Колин Крофт — Андриан Льюис, профессор / Бизли
- Джон Армстронг — Бейкер / Коннорс
- Том Оливер
- Джудит Фишер
- Эдвард Хеппл — оборванец / Бен
- Рон Шанд Эрни — Штюббс / Гас
- Алистер Смарт
- Джон Лоус
- Чарльз Литтл
- Брайан Ниланд
- Чак Фолкнер
- Стэнли Уолш
- Кеннет Лэрд
- Сьюзэн Ллойд
- Рег Горман — Джим Пейн / Джим Нельсон
- Джон Мейллон — Ловкий Норрис
- Джини Драйнан — Далси Кондон / Айрис Темпл
- Харольд Хопкинс
- Тони Бэрри
- Кэнди Рэймонд
- Роберт Брюнинг
- Дэвид Даунер
- Грэхэм Раус
- Росс Хиггинс
- Джон Пэйсли
- Диана Дэвидсон
- Роджер Уорд
- Энн Лукас
- Питер Уиттл
- Питер Армстронг
- Патриция Ловелл
- Бэрри Крокер
- Кен Шортер
- Гарри Лоуренс
- Гари Дэй
- Джиллиан Джонс
- Алан Тобин
- Питер Рейнольдс
- Джон Бонни
- Джилл Форстер
- Кевин Майлс
- Этхол Комптон — Джонни Бомбала
- Ноэль Феррье — Пирсон
- Мойя О`Салливан — миссис Мейсон
- Питер Адамс — Джой Бентли
- Маргарет Кристенсен — миссис Вудлайт-Смит
- Грегори Росс — Алекс
- Эдвард Хауэлл — Мартин Эймс
- Джонатан Свит — Брайан
- Памела Рэймонд — Соня Пирсон, журналистка
- Марк Макманус — Тед
- Тони Базелл — Уинтроп, сенатор
- Найджел Ловелл — Мартин
- Бен Гэбриел — швейцар
- Александр Арчдейл — Байрон Крессвел, актёр
- Чипс Рафферти — Рокки Миллер
- Макс Каллен — Келлер
- Гордон Гленрайт — Джордж Кумбс
- Джанет Кингсбери — Джил Вернон
- Джессика Ноад — Мэрион Меррик
- Макс Осбистон — Мортон, доктор
- Терри Макдермотт — Хилтон
- Кен Гудлет — Джим Фергюсон
- Ноэль Брофи — Роланд
- Слим Дегрей — Скин
- Чарльз Маккаллум — сэр Джон Бэнкс, ботаник
- Дон Кросби Шейпс
- Робин Каминг — Алекс
- Кристин Бартлетт — Сандра, геолог
- Томми Дайсарт — Эндрю, гонщик
- Брюс Бэрри — Морли, гонщик